# Mohamed Chalali
 (juin 2017).
Mohamed Chalali est un footballeur international algérien né le 4 avril 1989 à Montreuil (Seine-Saint-Denis). Il évolue au poste d'attaquant ou de milieu.
Il compte 1 sélection en équipe nationale en 2012.

## Biographie
De par sa famille, il est originaire du village d'Ighil Ouantar en petite Kabylie (Daïra de Seddouk Wilaya de Béjaïa).
Mohamed Chalali commence sa carrière professionnelle au Havre. En 2009, il rejoint le club de Châteauroux. Footballeur à très fort potentiel mais impatient de jouer et ne s'imposant pas aussi vite que prévu en France, Mohamed décide de s'expatrier. Décision qui - malheureusement - mettra un terme à sa progression.
En 2010, il s'engage ainsi en faveur du club grec du Paniónios d'Athènes, treize matchs pour zéro but. Puis, en 2011, l'attaquant signe en faveur de l'équipe écossaise d'Aberdeen, vingt matchs pour deux buts.
En 2012, fort de sa mauvaise expérience à l'étranger, il signe à l'ES Setif. Découvrir le championnat algérien lui réussit, il marque sept buts en vingt-six matchs.
En 2013, il signe à la JS Kabylie. Mais ses années de formation perdues en Grèce et en Écosse commencent à peser ; Mohamed ne progresse plus. 
Pour la saison 2013/2014, il a rejoint la JSM Béjaia. Année cauchemardesque, un but en seize matchs. 
L'année 2015 est celle d'un retour aux sources pour lui. Mohamed signe en effet pour le club amateur de Noisy-le-Sec évoluant en cinquième division française, club de sa région de naissance. Dans un championnat à son niveau, il marque cinq buts en vingt-et-un matchs pour sa première saison (ratio de 0,23 buts par match). L'attaquant en marque neuf en quatorze matchs l'année suivante. 

### Carrière internationale
Mohamed Chalali reçoit sa première sélection en équipe d'Algérie le 26 mai 2012, lors d'un match amical face au Niger. Il rentre à dix minutes de la fin du match et offre une passe décisive pour Soudani ; victoire 3 à 0 de l'Algérie.

## Palmarès
- Champion de France de Ligue 2 en 2008 avec Le Havre
- Championnat d'Algérie en 2013 avec l'ES Sétif

## Distinctions individuelles
- Membre de l'équipe-type du Championnat d'Afrique des nations des moins de 23 ans 2011